# Carica Wu (Zhaolie)
Carica Wu (吳皇后, djevojačko ime je nepoznato, ? - 245.), formalno Carica Mu (穆皇后, doslovno "pravedna carica") bila je carica kineske države Shu Han, jednog od Tri kraljevstva i posljednja supruga Liu Beija, osnivača države. 
Otac joj je bio prijatelj gospodara rata Liu Yana koji je s njim došao u provinciju Yi (današnji Sečuan).  Udala se za Liu Yanovog sina Liu Maoa, ali je on nakon nekog vremena umro. Godine 214. je Liu Bei zauzeo provinciju Yi. Nešto kasnije se oženio za Wu, razvevši se od Gospe Sun, sestre Sun Quana. Godine 221. je Liu Bei sebe proglasio carem, a Wu caricom. Nakon Liu Beijeve smrti njegov sin Liu Shan joj je odao počast kao carici majci.